# Lijst van voetbalclubs aangesloten bij de Goudsche Voetbalbond
Dit is een lijst van voetbalclubs die aangesloten en/of actief zijn geweest bij de Goudsche Voetbalbond (GVB).
Vanaf 1940 waren clubs uit de regio van de Goudsche Voetbalbond automatisch lid van de Goudsche Voetbalbond zodra zij zich hadden ingeschreven bij de KNVB.

## Legenda
(1) achter de clubnaam - Zijn meerdere clubs met dezelfde naam geweest, echter zijn verschillende clubs.
   bij Lid sinds - Club is heropgericht of heringeschreven, echter de datum hiervan is onbekend.
   bij Lid tot - Club is uitgeschreven of opgeheven voor 1996, datum hiervan is echter onbekend.
—  bij Lid tot - Club is tot einde van de bond (1996) actief gebleven.
| Club               | Plaats                     | Lid sinds                   | Lid tot         | Bijzonderheden |
| ------------------ | -------------------------- | --------------------------- | --------------- | --- |
| ABW                | Alphen aan den Rijn        | oktober 1920                | Vraag           | |
| AVV Alphen         | Alphen aan den Rijn        | oktober 1909                | 1929            | Heette tot 1912 DVS, was vanaf 1929 aangesloten bij de Leidsche Voetbalbond                                                                                    |
| VV Alphia          | Alphen aan den Rijn        | oktober 1920                | 1929            | Heette tot dec 1920 DIOS, was vanaf 1929 aangesloten bij de Leidsche Voetbalbond                                                                               |
| Altijd Weerbaar    | Gouda                      | 1918                        | Vraag           | |
| ALTO               | Gouda                      | oktober 1921                | november 1924   | |
| Ammerstolse SV     | Ammerstol                  | oktober 1932                | —               | |
| AVV                | Ammerstol                  | november 1932               | april 1936      | |
| VV Bergambacht     | Bergambacht                | september 1922              | december 1924   | |
| VV Bergambacht     | Bergambacht                | augustus 1933               | —               | |
| VV Bodegraven      | Bodegraven                 | oktober 1920                | —               | Heette tot 1922 BVV |
| VV Boskoop (1)     | Boskoop                    | september 1913              | december 1918   | |
| VV Boskoop (2)     | Boskoop                    | juli 1922                   | oktober 1922    | |
| VV Boskoop (3)     | Boskoop                    | januari 1933                | augustus 1936   | |
| Boskoop Voorwaarts | Boskoop                    | september 1911              | Vraag           | |
| Boskoopsche Boys   | Boskoop                    | 1930                        | september 1941  | |
| BVV                | Boskoop                    | november 1906               | november 1911   | |
| VV De Concordiaan  | Schoonhoven                | december 1918               | december 1921   | |
| VV Dilettant       | Krimpen aan de Lek         | januari 1930                | 1941            | Was tot 1930 en vanaf 1941 aangesloten bij de Rotterdamsche Voetbalbond                                                                                        |
| SV DONK            | Gouda                      | september 1940              | —               | |
| DOSB               | Schoonhoven                | oktober 1907                | Vraag           | |
| DRD                | Gouda                      | september 1940              | Vraag           | Was tot 1940 aangesloten bij de NASB |
| DVV                |                            | 1921                        | 1922            | |
| Espérance          | Nieuwerkerk aan den IJssel | juli 1922                   | januari 1924    | Heette tot september 1922 DOS |
| SV Gouda           | Gouda                      | september 1910              | —               | Heette tot juli 1912 Excelsior |
| VV Gouderak (1)    | Gouderak                   | oktober 1920                | januari 1926    | |
| VV Gouderak (2)    | Gouderak                   | 1927                        | —               | |
| VV Gouwsluis       | Gouwsluis                  | oktober 1920                | januari 1924    | |
| VV Groeneweg       | Zevenhuizen                | 1929                        | —               | Heette tot oktober 1931 GVV |
| VV Groot Ammers    | Groot Ammers               | november 1932               | —               | |
| GSV                | Gouda                      | oktober 1917                | —               | Heette tot maart 1918 Zwaluwen, tussen maart en juli 1918 Groen Wit                                                                                            |
| VV Haastrecht      | Haastrecht                 | oktober 1921                | —               | Heette tot 1923 Sparta |
| CVV De Jodan Boys  | Gouda                      | 1948                        | —               | Was tot 1948 aangesloten bij de Rotterdamsche Voetbalbond |
| KBO                | Gouda                      | maart 1941                  | Vraag           | |
| KFC                | Rotterdam                  | november 1906               | augustus 1912   | |
| VV Lekkerkerk      | Gouda                      | 1927                        | —               | |
| VV Moercapelle     | Moerkapelle                | oktober 1921                | januari 1924    | |
| VV Moerkapelle     | Moerkapelle                | juli 1930                   | —               | Heette tot 1950 Blauw Wit Moercapelle |
| VV Moordrecht (1)  | Moordrecht                 | september 1911              | november 1917   | Heette tot oktober 1911 MVVE |
| VV Moordrecht (2)  | Moordrecht                 | oktober 1920                | —               | |
| VV Nieuwerkerk     | Nieuwerkerk aan den IJssel | juli 1930                   | —               | |
| VV Nieuwkoop       | Nieuwkoop                  | april 1935                  | maart 1942      | |
| VV Nieuwveen       | Nieuwveen                  | november 1932               | februari 1940   | |
| GC & FC Olympia    | Gouda                      | 1905                        | —               | Was tot 1905 aangesloten bij de Rotterdamsche Voetbalbond |
| Vv ONA             | Gouda                      | oktober 1920                | —               | |
| VV Ouderkerk       | Ouderkerk aan den IJssel   | 1936                        | maart 1942      | |
| VV Oudewater       | Oudewater                  | oktober 1921                | januari 1927    | |
| OVS Oudewater      | Oudewater                  | november 1932               | —               | |
| Overschotje        | Boskoop                    | 1932                        | Vraag           | |
| RVC '33            | Reeuwijk                   | september 1940              | —               | Was tot 1940 aangesloten bij de DHVB onder de naam RVC |
| RVV                | Alphen aan den Rijn        | oktober 1908                | oktober 1909    | In 1909 gefuseerd tot Alphen |
| VV Schoonhoven     | Schoonhoven                | oktober 1906                | —               | Heette tot 1920 Voorwaarts |
| Schoonhovensche SC | Schoonhoven                | 1918                        | Vraag           | |
| Sparta (1)         | Haastrecht                 |                             | 1906            | |
| Sparta (2)         | Haastrecht                 | september 1910              | Vraag           | |
| VV Stolwijk (1)    | Stolwijk                   | oktober 1921                | januari 1928    | |
| VV Stolwijk (2)    | Stolwijk                   | november 1932               | —               | |
| VV De Struis       | Gouda                      | september 1912              | oktober 1916    | |
| TOP                | Gouda                      | september 1910              | augustus 1921   | |
| VV UNIO            | Oudewater                  | september 1940              | —               | Was tot 1940 aangesloten bij de DHVB |
| VBW                | Moordrecht                 | september 1940              | Vraag           | Was tot 1940 aangesloten bij de CNVB |
| VEP                | Woerden                    | september 1940              | —               | Was eerder aangesloten bij de RKUVB en de DHVB |
| Vivanti            | Ter Aar                    | januari 1927                | augustus 1928   | |
| Vivantie           | Alphen aan den Rijn        | 1921                        | juni 1924       | |
| Volksweerbaarheid  | Gouda                      | september 1911              | november 1917   | |
| VV Vriendschap     | Gouda                      | augustus 1922               | januari 1928    | |
| VV Waddinxveen (1) | Waddinxveen                | november 1909               | oktober 1913    | Heette tot september 1912 Be Quick, in september 1912 Geel Zwart                                                                                               |
| VV Waddinxveen (2) | Waddinxveen                | juli 1922                   | —               | Heette tot 1930 Be Quick |
| WFC                | Woerden                    | september 1910              | mei 1914        | Was tot 1909 aangesloten bij de Utrechtsche Provinciale Voetbalbond                                                                                            |
| VV Woerden (1)     | Woerden                    | juni 1912                   | augustus 1913   | |
| VV Woerden (2)     | Woerden                    | december 1914               | oktober 1918    | |
| VV Woerden (3)     | Woerden                    | oktober 1920                | september 1929  | |
| SC Woerden         | Woerden                    | oktober 1920 september 1930 | maart 1927 1941 | Heette tot 1931 Woerden Vooruit, was tussen 1927 en 1930 en vanaf 1941 aangesloten bij de Utrechtsche Provinciale Voetbalbond, mogelijk later nog terugekeerd. |
| VV Zevenhuizen (1) | Zevenhuizen                | september 1913              | november 1917   | Heette tot november 1913 TOG |
| VV Zevenhuizen (2) | Zevenhuizen                | oktober 1920                | augustus 1930   | |
| VV Zwammerdam      | Zwammerdam                 | oktober 1920                | april 1924      | |
| VV Zwervers        | Nieuwerkerk aan den IJssel | september 1922              | januari 1928    | |
| CVV Zwervers       | Capelle aan den IJssel     | oktober 1931                | —               | |